# Рада Врањешевић
Радмила Рада Врањешевић (Рекавице, код Бањалуке, 25. мај 1918 — Дрвар, 25. мај 1944) била је учесница Народноослободилачке борбе и народни херој Југославије.

## Биографија
Рођена је 25. маја 1918. године у селу Рекавице, код Бањалуке. Потиче из свештеничке породице, њен отац Ђорђе је био православни свештеник. Основну школу је завршила у селу Глоговац, код Прњавора, а нижу гимназију у Дервенти и Бањалуци. Потом је најпре уписала Учитељску школу у Бањалуци, из које је избачена 1932. године, због својих левичарских схватања. Даље школовање је наставила у Трговачкој академији, у којој је 1933. године приступила једној омладинској групи, која је радила под руководством Савеза комунистичке омладине Југославије (СКОЈ). Због овога је 1934. године поново избачена из школе. Од 1936. до 1938. године је живела у Скопљу, где је наставила школовање. За то време је политички радила са средњошколском омладином. По завршетку Трговачке академије, 1939. године, није могла да се запосли, па је једно време била код својих родитеља у Глоговцу.
Почетком 1939. године добила је посао у Савезу набављачких задруга државник чиновника у Београду. Одмах по доласку у Београд, повезала се са синдикалном организацијом приватних намештеника „Ботич“ и активно радила у њој. Поред рада у „Ботичу“, Рада је учествовала у разним партијским акцијама у Београду: на децембарским демонстрацијама 1939. године, у неколико штрајкова радника фабрике авиона, у растурању партијских летака, у прикупљању помоћи и др. У Комунистичку партију Југославије (КПЈ) је примљена 1940. године,
Крајем 1940. године, после штрајка у Савезу чиновничких задруга, ухапсили су је, а после тога и избацили из службе. Од тада па до рата, наставила је да ради у „Ботичу“ и у партијској организацији. Под личним руководством Светозара Вукмановића Темпа, радила је на пребацивању партијског материјала за Црну Гору. Неколико пута је носила велике количине партијског материјала из Београда за Никшић — из Централног комитета КПЈ за Покрајински комитет КПЈ за Црну Гору.
Маја 1941. године напустила је Београд и повезала се са бањалучком партијском организацијом. До јула је била члан Месног комитета СКОЈ-а, а од јула до септембра члан Месног комитета КПЈ у Бањалуци. Потом је по одлуци Партије отишла на слободну територију Подгрмеча. Када је формиран први Окружни комитет КПЈ за Подгрмеч, Рада је постала његов члан и истовремено била секретар Окружног комитета СКОЈ-а за Подгрмеч.
Новембра 1942. године била је изабрана за члана Бироа Обласног комитета КПЈ за Босанску крајину. Радила је највише у партијским организацијама и била члан Централног одбора Антифашистичког фронта жена Југославије (АФЖ). Радила је и на стварању омладинских партијских организација и организација Уједињеног савеза антифашистичке омладине Југославије (УСАОЈ), нарочито у Новском и Бихаћком срезу. Учествовала је на Првом заседању Земаљског антифашистичког вијећа народног ослобођења Босне и Херцеговине (ЗАВНОБиХ), у Мркоњић Граду, 25. новембра 1943. године.
У време немачког десанта на Дрвар, Рада се налазила у Окружном комитету СКОЈ за Дрвар, где је дошла по задатку Окружног комитета КПЈ за Босанску крајину. Ујутру 25. маја 1944. године, на њен 26. рођендан, ухватили су је немачки падобранци. Спроведена је у логор на гробљу и после осмочасовног мучења, покушала је да побегне, али је у бекству убијена. После ослобођења, њени посмртни остаци су пренесени и сахрањени на Партизанском спомен-гробљу у Бањалуци.
Указом Президијума Народне скупштине ФНР Југославије 27. јула 1951. проглашена је за народног хероја Југославије.